# James Watson Robbins
James Watson Robbins (Colebrook, 18 de noviembre de 1801 - Jaffrey, Nuevo Hampshire; 10 de enero de 1879) fue un botánico y médico estadounidense.

## Biografía
Era hijo de Ammi R. y de Salome Robbing, de Colebrook (Connecticut), y nieto del Rev. Ammi R. Robbins, de Norfolk (Connecticut), nacido en Colebrook, en 1801.
En 1822, se graduó por la Universidad de Yale. Durante algunos meses después de la graduación, enseñó en Enfield, Connecticut, y luego fue a Virginia, donde fue empleado de manera similar por unos tres años, en la familia del Hon. William Brent, Jr., y en la familia Peyton en Warrenton, y en Arlington, donde Robert E. Lee, que sería general en ejercicio jefe del ejército confederado, fue preparado por él para West Point. Volviendo a New Haven en la última parte de 1825, comenzó el estudio de medicina, graduándose de la Escuela de Medicina de Yale en 1828. Pasó seis meses siguientes del año 1829 en una exploración botánica de los estados de Nueva Inglaterra; y de esta manera se formó con el conocido Dr. George Willard, de Uxbridge (Massachusetts), que le indujo a establecerse en esa ciudad. Ejerció la medicina en Uxbridge (al principio en colaboración con el Dr. Willard) durante treinta años, hasta 1859, cuando aceptó un puesto como médico y cirujano de varias empresas mineras de cobre cerca del lago Portage, Lago Superior, Michigan.
Durante su vida profesional, se dedicó en gran parte a la botánica, reuniendo una valiosa biblioteca; y, en los cuatro años de su residencia cerca del Lago Superior, hizo extensas investigaciones botánicas, y éstos fueron seguidos por una gira en 1863-4 por el Misisipi a Texas y Cuba, que resultó en colecciones muy valiosas. Luego regresó a Uxbridge, donde pasó el resto de su vida, en su mayoría se retiró de la práctica médica y dedicando su placer a su pasatiempo favorito. Allí murió 10 de enero de 1879, en su 78.º año, de una enfermedad de los riñones, causado por la presencia de  triquina . No estaba casado.

## Epónimos
Especies
- (Potamogetonaceae) Potamogeton robbinsii Oakes[1]
- (Potamogetonaceae) Spirillus robbinsii Nieuwl.[2]